# El Español (1873-1896)
El Español fue un periódico publicado en la ciudad española de Sevilla desde 1873, al reemplazar a la cabecera La Revolución Española, hasta 1896.

## Historia
Entre 1868 y 1873 se había publicado bajo la denominación La Revolución Española. Su primer número como El Español apareció el 4 de abril de 1873. Se imprimió en la imprenta del propio periódico, así como en la de Bernáldez de la calle O'Donnell y en las de El Cronista, El Posibilista, El Universal y, en sus últimos tiempos, en la de La Región. De circulación diaria, excepto los días siguientes a los festivos, se publicaba en ejemplares de cuatro páginas, de gran tamaño, papel común y mediana impresión, con la aparición de algunos números extraordinarios.
Fue dirigido por Antonio María Otal Vázquez y en la redacción participaron autores como su sobrino Luis Montoto y Rautenstrauch, Juan Manuel Villena, Manuel Martínez Azcoitia, Rafael Romero o Rafael Quintana, entre otros. Su contenido incluía artículos políticos, noticias, sueltos, variedades, una sección religiosa, telegramas, anuncios o espectáculos. Considerada una publicación canovista, desde su fundación, en palabras de Manuel Chaves, habría defendido las ideas monárquicas conservadoras más acentuadas. Se habría publicado hasta 1896.